# Garra jacaré
Uma garra jacaré (também chamado clipe jacaré) é um equipamento utilizado para criar conexões elétricas temporárias, sem exigir uso de ferramentas. É feita de metal, para permitir a passagem de corrente elétrica, mas tem pontas isolantes, geralmente de plástico, para garantir a segurança do usuário. Sua boca serrilhada permite realizar conexões mais estáveis com maior facilidade, e a semelhança com a boca de um jacaré deu origem ao nome.
São comuns em laboratórios e salas de aula de eletrônica.
Os modelos mais conhecidos pelo público em geral são as utilizadas para carregar baterias de carros, procedimento conhecido como "chupeta".
Na biologia, podem ser utilizados como eletrodos de superfície, para medir as correntes elétricas em seres vivos como ratos e cavalos.
Os primeiros modelos foram criados e produzidos por volta de 1910.
Além do seu uso relacionado a eletricidade, também pode ser utilizado para segurar objetos, semelhante a um prendedor de papel ou prendedor de roupas.